# Heinrich Philipp Osterrath
Pour les articles homonymes, voir Osterrath.
Heinrich Philipp Otto Osterrath, né à Arnsberg le 13 décembre 1805 et mort dans cette même ville le 28 janvier 1880, est un fonctionnaire et homme politique prussien.

## Biographie
Osterrath naît le 13 décembre 1805 à Arnsberg en Hesse d'un père fonctionnaire à la chambre des comptes (Hofkammerakzessist). Il étudie le droit et les sciences camérales à Bonn et Berlin de 1824 à 1827 puis débute entre 1827 et 1831 comme auditeur (Auskultator) au tribunal régional et municipal (Land- und Stadtgericht) dans le Brandebourg puis au tribunal de seconde instance (Hofgericht) d'Arnsberg d'où il est envoyé en mission comme greffier (Aktuar) et juge suppléant dans différents tribunaux. 
Par la suite, Osterrath poursuit sa carrière dans l'administration : entre 1831 et 1833, il est stagiaire (Referendar) auprès du gouvernement de district d'Arnsberg puis, entre 1834 et 1835, assesseur auprès de celui de Francfort-sur-l'Oder, où il occupe entre autres le poste de directeur intérimaire des ventes de propriétés domaniales à Cottbus. Il est encore conseiller de département (Domänendepartementsrat) à Francfort de 1835 à 1838 avant d'exercer la fonction de conseiller d'État (Regierungsrat) auprès du gouvernement de district de Mersebourg de 1838 à 1839 puis de celui du district de Magdebourg à partir de 1839. En 1847, il est promu haut conseiller d'État (Oberregierungsrat) et nommé directeur du département des finances du district de Dantzig, poste qu'il occupe jusqu'en 1853. Il devient par ailleurs à Dantzig président de l'association Pie IX (Piusverein) et membre de l'association agricole, ainsi que membre honoraire de celle d'Halberstadt près de Magdebourg.  
En 1848, Osterrath est élu député au Parlement de Francfort dans la 22e circonscription de la province de Prusse, représentant l'arrondissement de Konitz (de), et siège à partir du 18 mai. Membre de la commission de l'économie nationale (Volkswirtschaftlicher Ausschuss) à partir du 24 mai, il rejoint la fraction Casino puis le Pariser Hof (libéraux modérés) ainsi que plusieurs organisations : il est ainsi membre de l'Association allemande pour la liberté du commerce (Deutscher Verein für Handelsfreiheit) de juin 1848 à mars 1849 et de l'Association des députés de l'ordre des commerçants (Verein von Abgeordneten des Handelsstandes) à partir d'août 1848 et prend part à l'assemblée générale de l'Association catholique d'Allemagne en octobre à Mayence et au congrès des associations agricoles allemandes en novembre à Francfort-sur-le-Main. Cependant, il quitte le Parlement le 8 mai 1849.  
Cette même année, Osterrath est élu membre de la Chambre des représentants de Prusse. Il siège brièvement à droite, puis au centre jusqu'en 1852 et avec le groupe catholique, dont il est membre du comité directeur, de 1852 à 1853. En outre, il contribue entre 1849 et 1855 au journal d'orientation catholique Deutsche Volkshalle basé à Cologne. Néanmoins, en 1853, il est nommé haut conseiller d'État et directeur de département dans le district d'Oppeln et quitte la Chambre des représentants où il n'est réélu que deux ans plus tard. Il siège alors avec le centre (Fraktion des Centrums) de 1855 à 1862 et de 1863 à 1866.  
Entretemps, en 1861, Osterrath a été suppléant du président du district d'Oppeln puis nommé haut conseiller d'État auprès du gouvernement de district de Minden. En 1866, la même fonction lui est attribuée à Arnsberg et, en 1867, il devient officier d'état-civil. Par ailleurs membre du conseil paroissial et de l'Association historique d'Arnsberg, de l'Association d'histoire naturelle de Bonn et de l'Association provinciale de Münster, il prend sa retraite en 1875. Après avoir été à nouveau membre de la Chambre des représentants de 1876 à 1879, où il siège avec le Zentrum catholique, Osterrath meurt le 28 janvier 1880 dans sa ville natale et est enterré dans le cimetière d'Eichholz (de).  